# Liebeslieder-Walzer
Liebeslieder-Walzer ist der Name zweier Zyklen von Liedern im Walzer- bzw. Ländler-Takt für vier Singstimmen (Chor) und Klavier vierhändig von Johannes Brahms: die Liebeslieder. Walzer op. 52 und Neue Liebeslieder op. 65. Die Texte stammen (mit einer Ausnahme) aus der Sammlung Polydora von Georg Friedrich Daumer, die aus freien Nachdichtungen internationaler Volksdichtungen besteht.

## Entstehung
Die vertonten Texte aus Daumers Sammlung beruhen auf russischen, polnischen und ungarischen Vorlagen. Die erste Sammlung op. 52 ist eine lockere Folge von Liebesliedern auf lyrisch-schwelgende, heiter-ironische, aber auch energisch-bestimmte Texte, über die der Komponist selbst urteilte: „Übrigens möchte ich doch riskieren, ein Esel zu heißen, wenn unsere Liebeslieder nicht einigen Leuten Freude machen.“ Demgegenüber handeln die Texte der zweiten Sammlung überwiegend von den Schattenseiten der Liebe: Misstrauen, Enttäuschung und Verzicht. Insgesamt ist festzustellen, dass Brahms durch seine inspirierte Vertonung von Daumers Texten eine literarisch wenig gehaltvolle Textgrundlage vor der endgültigen Vergessenheit bewahrte, was in der Musikgeschichte allerdings kein Einzelfall ist.
Die 18 Liebeslieder-Walzer op. 52 entstanden im Sommer 1868. Vor der Veröffentlichung des Werkes im folgenden Jahr kam es zu einem Streit zwischen Brahms und seinem Verleger Simrock über die Besetzung des Werks: Simrock fügte dem Titel eigenmächtig die Bezeichnung „mit Gesang ad libitum“ zu, um größere Käuferschichten anzusprechen. Brahms stimmte widerwillig zu, beharrte aber darauf, die Gesangsstimmen mit zu veröffentlichen und eine reine Klavierausgabe erst später folgen zu lassen. Brahms erstellte später folgerichtig eine eigene Fassung für Klavier zu vier Händen ohne Gesang (op. 52a), die in vielen Details von den Klavierparts der gesungenen Ausgabe abweicht. Für die Gesangsparts hatte Brahms ursprünglich ausdrücklich eine Besetzung mit Solostimmen vorgesehen, und er wandte sich zunächst strikt gegen chorische Aufführungen. Als er später eine chorische Aufführung als „musterhaft“ lobte, hatte er seine Meinung in diesem Punkt möglicherweise geändert.
Eine Bearbeitung einer Auswahl von 9 Liedern für Orchester, ebenfalls mit Gesang ad libitum, erstellte Brahms für eine Aufführung 1870. Sie erschien allerdings erst 1938 im Druck.
Wegen des großen Erfolgs der ersten Sammlung ließ Brahms 1874 die zweite Sammlung von 15 weiteren Liedern als Neue Liebeslieder op. 65 folgen.

## Die Titel
Liebeslieder-Walzer op. 52
1. Rede, Mädchen, allzu liebes
2. Am Gesteine rauscht die Flut
3. O die Frauen (Tenor und Bass)
4. Wie des Abends schöne Röte (Sopran und Alt)
5. Die grüne Hopfenranke
6. Ein kleiner, hübscher Vogel
7. Wohl schön bewandt war es (Sopran oder Alt)
8. Wenn so lind dein Auge mir
9. Am Donaustrande
10. O wie sanft die Quelle
11. Nein, es ist nicht auszukommen
12. Schlosser auf und mache Schlösser
13. Vögelein durchrauscht die Luft (Sopran und Alt)
14. Sieh, wie ist die Welle klar (Tenor und Bass)
15. Nachtigall, sie singt so schön
16. Ein dunkeler Schacht ist Liebe
17. Nicht wandle, mein Licht (Tenor)
18. Es bebet das Gesträuche

Neue Liebeslieder op. 65
1. Verzicht, o Herz, auf Rettung
2. Finstere Schatten der Nacht
3. An jeder Hand die Finger (Sopran)
4. Ihr schwarzen Augen (Bass)
5. Wahre, wahre deinen Sohn (Alt)
6. Rosen steckt mir an die Mutter (Sopran)
7. Vom Gebirge Well auf Well
8. Weiche Gräser im Revier
9. Nagen am Herzen fühl ich (Sopran)
10. Ich kose süß mit der und der (Tenor)
11. Alles, alles in den Wind (Sopran)
12. Schwarzer Wald, dein Schatten
13. Nein, Geliebter, setze dich (Sopran und Alt)
14. Flammenauge, dunkles Haar
15. Zum Schluss: Nun, ihr Musen, genug (Text: Johann Wolfgang von Goethe)

## Uraufführung
Die erste öffentliche Aufführung der Liedersammlung erfolgte am 5. Jänner 1870, mit Clara Schumann und Brahms selbst am Klavier, sowie mit folgenden Sängern: Louise Dustmann-Meyer (Sopran), Rosa Girzick (Alt), Gustav Walter (Tenor) und Emil Krauss (Bass).